# Anisopappus bampsianus
Anisopappus bampsianus là một loài thực vật có hoa trong họ Cúc. Loài này được Lisowski mô tả khoa học đầu tiên năm 1986.